# Concertación Nacional (Paraguay)
La Concertación Nacional (denominada oficialmente: Concertación Para un Nuevo Paraguay y también conocida como Concertación 2023) fue una coalición política fundada en 2022, compuesta por diversos partidos políticos de oposición en Paraguay.
Su principal objetivo fue agrupar fuerzas para hacer frente a las elecciones generales de 2023, buscando una alternativa política frente al oficialismo en ese momento, el Partido Colorado. Congregó a una amplia gama de actores políticos con la finalidad de consolidar una candidatura única que representara a la oposición y, de este modo, desafiar el poder establecido en las urnas. El surgimiento de esta coalición se enmarcó en un contexto de creciente descontento popular con el gobierno, y se caracterizó por la diversidad de sus integrantes, que abarcaban desde sectores más moderados hasta movimientos más progresistas. Su estrategia electoral se centró en la propuesta de un cambio estructural en las políticas públicas y en la gestión gubernamental, con el fin de promover una mayor justicia social y transparencia en las instituciones del país.
La Concertación Nacional dio inicio a sus elecciones internas el 18 de diciembre de 2022, con el objetivo de definir a los candidatos a las gobernaciones, diputados, senadores y la fórmula presidenciable para las elecciones generales de 2023. Durante este proceso, se llevaron a cabo una serie de votaciones en las que participaron los miembros de los partidos que conformaron la coalición.
El resultado más destacado fue la definición de la fórmula presidencial, conformada por Efraín Alegre y Soledad Núñez, quienes lograron un 59.27 % de los votos. Este resultado consolidó a la dupla como los principales candidatos de la coalición para las elecciones presidenciales.

## Partidos y movimientos integrantes
| Partido | Partido                                                       | Principal posición | Líder                |
| ------- | ------------------------------------------------------------- | ------------------ | -------------------- |
|         | Partido Liberal Radical Auténtico                             | Centro             | Efraín Alegre        |
|         | Frente Guasú «abandonó la coalición parcialmente» (PPS Y PPC) | Izquierda          | Esperanza Martínez   |
|         | Partido Patria Querida                                        | Centroderecha      | Sebastián Villarejo  |
|         | Partido Encuentro Nacional                                    | Centro             | Kattya González      |
|         | Partido Hagamos                                               | Centroderecha      | Patrick Kemper       |
|         | Partido Democrático Progresista                               | Centroizquierda    | Desirée Masi         |
|         | Partido Revolucionario Febrerista                             | Centroizquierda    | Guillermo Ferreiro   |
|         | Partido Cruzada Nacional «abandonó la coalición»              | Extrema Derecha    | Paraguayo Cubas      |
|         | Movimiento Despertar                                          | Centroderecha      | Soledad Núñez        |
|         | Partido del Movimiento al Socialismo «abandonó la coalición»  | Extrema Izquierda  | Griselda Yúdice      |
|         | Partido Paraguay Pyahura                                      | Izquierda          | Ermo Rodríguez       |
|         | Partido Demócrata Cristiano                                   | Centro             | Hugo Portillo        |
|         | Partido Frente Amplio                                         | Centroizquierda    | Pedro Almada Galeano |
|         | Partido de la A                                               | Centro             | Víctor Oti Sánchez   |

El Partido Cruzada Nacional de Paraguayo Cubas tomaría la decisión de abandonar la coalición en agosto de 2022.
El Partido Popular Tekojoja, un movimiento dentro del Frente Guazu, tomaría la decisión de abandonar la coalición en agosto de 2022.
El Partido de Frente Guasú presentó signos de división interna dentro de la CN en marzo de 2023, a causa de su candidato a vicepresidente abandonó la concertación por incumplimientos de Efraín Alegre en los acuerdos.
El Partido del Movimiento al Socialismo también anunció su salida.

## Controversias
El 19 de abril de 2023, el abogado Guillermo Ferreiro, en su calidad de representante legal de la Concertación Nacional, confirmó la decisión de denegar la acreditación a todos los medios pertenecientes al Grupo Nación Media para la cobertura de las elecciones generales de Paraguay de 2023. Esta determinación desató acusaciones de censura por parte de diversos sectores de los medios de comunicación.
Frente a este acontecimiento, Efraín Alegre, líder de la Concertación, reaccionó a través de su cuenta de Twitter, manifestando lo siguiente: «Ante la supuesta censura a los medios cartistas, les digo que la última vez que los cartistas entraron a nuestra casa mataron a Rodrigo Quintana».
El Sindicato de Periodistas del Paraguay (SPP) condenó la medida adoptada por la Concertación, señalando que dicha exclusión atentaba contra la libertad de prensa y el derecho de acceso a la información de la ciudadanía. En este sentido, instaron a Efraín Alegre a reconsiderar su postura con el objetivo de garantizar tanto el ejercicio libre del periodismo como el derecho a la información. Tras la controversia, Guillermo Ferreiro rectificó su declaración, asegurando que no se llevaría a cabo ningún tipo de discriminación en el proceso de acreditación. A partir del 25 de abril de 2023, anunció que tanto los medios nacionales como internacionales recibirían acreditación, conforme a lo indicado en su cuenta de Twitter.
El 20 de abril de 2023, en una entrevista brindada a Radio Ñandutí, Efraín Alegre hizo alusión a la polémica generada en torno a la figura de Rodrigo Quintana y el papel de la prensa paraguaya. En sus declaraciones, expresó: «Si ustedes no entran armados y a matarnos, siempre serán bien recibidos».